# Список країн за датою Дня незалежності
| Країна                           | Дата                     | Незалежність |
| -------------------------------- | ------------------------ | --- |
| Австрія                          | 26 жовтня                | Незалежність від союзників у Другій світовій війні у 1955. |
| Азербайджан                      | 28 травня                | Незалежність від Радянського Союзу у 1991. |
| Албанія                          | 28 листопада             | Незалежність від Османської Імперії у 1912 |
| Алжир                            | 5 липня                  | Незалежність від Франції у 1962. |
| Ангола                           | 11 листопада             | Незалежність від Португалії у 1975. |
| Антигуа і Барбуда                | 1 листопада              | Незалежність від Великої Британії у 1981. |
| Аргентина                        | 9 липня                  | Незалежність від Іспанії у 1816. |
| Афганістан                       | 19 серпня                | Незалежність від Великої Британії у 1919. |
| Багамські Острови                | 10 липня                 | Незалежність від Великої Британії у 1973. |
| Бангладеш                        | 26 березня               | Незалежність від Пакистану у 1971. |
| Барбадос                         | 30 листопада             | Незалежність від Великої Британії у 1966. |
| Бахрейн                          | 16 грудня                | Незалежність від Великої Британії у 1971 |
| Беліз                            | 21 вересня               | Незалежність від Великої Британії у 1981. |
| Бельгія                          | 21 липня                 | Незалежність від Нідерландів у 1831. |
| Бенін                            | 1 серпня                 | Незалежність від Франції у 1960. |
| Білорусь                         | 3 липня                  | Незалежність від Радянського союзу у 1991 |
| Болгарія                         | 22 вересня               | Незалежність від Османської імперії у 1908. |
| Болівія                          | 6 серпня                 | Незалежність від Іспанії у 1825. |
| Боснія і Герцеговина             | 1 березня                | Незалежність від Соціалістичної Федеративної Республіки Югославія у 1992. |
| Ботсвана                         | 30 вересня               | Незалежність від Великої Британії у 1966. |
| Бразилія                         | 7 вересня                | Незалежність від Португальського королівства у 1822. |
| Бруней                           | 1 січня                  | Незалежність від Великої Британії у 1984. |
| Буркіна-Фасо                     | 5 серпня                 | Незалежність від Франції у 1960. |
| Бурунді                          | 1 липня                  | Незалежність від Бельгії у 1962. |
| В'єтнам                          | 2 вересня                | Незалежність від Японської імперії та Французької республіки у 1945. |
| Вануату                          | 30 липня                 | Незалежність від Великої Британії і Франції у 1980. |
| Ватикан                          | 11 лютого                | Незалежність від Королівства Італія у 1929. |
| Венесуела                        | 5 липня                  | Незалежність від Іспанії у 1811. |
| Вірменія                         | 23 вересня               | Незалежність від Радянського Союзу у 1991. |
| Гаїті                            | 1 січня                  | Незалежність від Французької республіки у 1804. |
| Гамбія                           | 18 лютого                | Незалежність від Великої Британії у 1965. |
| Гана                             | 6 березня                | Незалежність від Великої Британії у 1957. |
| Гаяна                            | 26 травня                | Незалежність від Великої Британії у 1966. |
| Гватемала                        | 15 вересня               | Незалежність від Іспанії у 1821. |
| Гондурас                         | 15 вересня               | Незалежність від Іспанії у 1821. |
| Гренада                          | 7 лютого                 | Незалежність від Великої Британії у 1974. |
| Греція                           | 25 березня               | Незалежність від Османської імперії у 1821. |
| Грузія                           | 9 квітня                 | Незалежність від Радянського Союзу у 1991. |
| Джибуті                          | 27 червня                | Незалежність від Франції у 1977 |
| Домініка                         | 3 листопада              | Незалежність від Великої Британії у 1978 |
| Домініканська Республіка         | 27 лютого                | Незалежність від Гаїті у 1844 |
| Еквадор                          | 10 серпня та 24 травня   | Незалежність від Іспанії у 1822 |
| Еритрея                          | 24 травня                | Незалежність від Ефіопії у 1993. |
| Естонія                          | 24 лютого та 20 серпня   | Незалежність від Радянського Союзу у 1991 |
| Ємен                             | 30 листопада             | Незалежність від Великої Британії у 1967. |
| Замбія                           | 24 жовтня                | Незалежність від Великої Британії у 1964. |
| Зімбабве                         | 18 квітня                | Незалежність від Великої Британії у 1980. |
| Ізраїль                          | 14 травня                | Незалежність від Великої Британії у 1948. |
| Індія                            | 15 серпня                | (також відомий індійцям як Сватантрата Дівас) Незалежність від Великої Британії у 1947. |
| Індонезія                        | 17 серпня                | День проголошення незалежності (Hari Proklamasi Kemerdekaan R.I.) від Нідерландів у 1945. Нідерланди визнали індонезійську незалежність та суверенітет у 1949. |
| Іран                             | 11 лютого                | Іранська революція закінчує монархію у 1979. |
| Ірландія                         |                          | Проголошення Ірландської Республіки, що дало поштовх Великодньому повстанню 24 квітня 1916. Незалежність від Великої Британії. |
| Ісландія                         | 17 червня                | Незалежність від Данії у 1944. |
| Йорданія                         | 25 травня                | Незалежність від Великої Британії у 1946. |
| Кабо-Верде                       | 5 липня                  | Незалежність від Португалії у 1975. |
| Казахстан                        | 16 грудня                | Незалежність від Радянського Союзу у 1991. |
| Камбоджа                         | 9 листопада              | Незалежність від Французької республіки у 1953 |
| Катар                            | 18 грудня                | Перехід влади до родоначальника нинішньої правлячої династії шейха Джассема бін Мохамеда аль-Тхані у 1878. |
| Кенія                            | 12 грудня                | Незалежність від Великої Британії у 1963. |
| Киргизстан                       | 31 серпня                | Незалежність від Радянського Союзу у 1991. |
| Кіпр                             | 1 жовтня                 | Незалежність від Великої Британії з 16 серпня 1960. Але День Незалежності Кіпру святкується 1 жовтня. |
| Колумбія                         | 20 липня та 7 серпня     | Незалежність від Іспанії у 1810. |
| ДР Конго                         | 30 червня                | Незалежність від Бельгії у 1960. |
| Південна Корея                   | 15 серпня                | (Ґванбокдзеол) Незалежність від Японської імперії у 1945. (Незалежність від Японської імперії проголошено 1 березня 1919, 15 серпня - День визволення Кореї.) |
| Північна Корея                   | 9 вересня                | Заснування КНДР у 1948. |
| Косово                           | 17 лютого                | Декларація незалежності від Сербії у 2008. (Не визнається цілковито.) |
| Коста-Рика                       | 15 вересня               | Незалежність від Іспанії у 1821. |
| Кот-д'Івуар                      | 7 грудня                 | Незалежність від Франції у 1960. |
| Куба                             | 20 травня                | Незалежність від Сполучених Штатів Америки у 1902. |
| Кувейт                           | 25 лютого                | Незалежність від Великої Британії у 1961. |
| Латвія                           | 18 листопада та 4 травня | Незалежність від Російської Республіки 18 листопада 1918. Відновлення незалежності від Радянського Союзу проголошено 4 травня 1990. |
| Лесото                           | 4 жовтня                 | Незалежність від Великої Британії у 1966. |
| Литва                            | 16 лютого та 11 березня  | Акт незалежності Литви: Незалежність від Російської республіки і Німецької імперії у лютому 1918, Акт відновлення держави Литва: незалежність від Радянського Союзу в березні 1990. |
| Ліберія                          | 26 липня                 | незалежність від США у 1847 |
| Ліван                            | 22 листопада             | Незалежність від Франції у 1943. |
| Лівія                            | 24 грудня                | Незалежність від Італії (1951). Однак святкування цього дня скасовано після "революції" 1 вересня 1969. |
| М'янма                           | 4 січня                  | Незалежність від Великої Британії у 1948 |
| Маврикій                         | 12 березня               | Незалежність від Великої Британії у 1968. |
| Мадагаскар                       | 26 червня                | Незалежність від Франції у 1960. |
| Північна Македонія               | 8 вересня                | (Ден на независноста) Незалежність від Соціалістичної Федеративної Республіки Югославія у 1991. |
| Малаві                           | 6 липня                  | Незалежність від Великої Британії у 1964. |
| Малайзія                         | 31 серпня                | Незалежність від Великої Британії у 1957 |
| Малі                             | 22 вересня               | Незалежність від Франції у 1960 |
| Мальдіви                         | 26 липня                 | Незалежність від Великої Британії у 1965 |
| Мальта                           | 21 вересня               | Незалежність від Великої Британії у 1964. |
| Марокко                          | 18 листопада             | Незалежність від Французької республіки та Іспанської держави у 1956. |
| Мексика                          | 16 вересня               | Незалежність від Іспанії проголошено у 1810. Визнано 27 вересня 1821 (Grito de Dolores). |
| Мозамбік                         | 25 червня                | Незалежність від Португалії у 1975. |
| Молдова                          | 27 серпня                | Незалежність від Радянського Союзу у 1991. |
| Монголія                         | 26 листопада             | Незалежність від Республіки Китай з 11 липня 1921. |
| Намібія                          | 21 березня               | Незалежність від південноафриканського мандату у 1990. |
| Нігер                            | 3 серпня                 | Незалежність від Франції у 1960. |
| Нігерія                          | 1 жовтня                 | Незалежність від Великої Британії у 1960. |
| Нідерланди                       | 5 травня                 | (Bevrijdingsdag) Визволення від Третього Рейху в 1945. |
| Нікарагуа                        | 15 вересня               | Незалежність від Іспанії у 1821. |
| Норвегія                         | 17 травня                | (День Конституції або "syttende mai") Підписання норвезької конституції в Ейдсвол 17 травня 1814 р. |
| ОАЕ                              | 2 грудня                 | (Національний день) Незалежність від Великої Британії у 1971. |
| Пакистан                         | 14 серпня                | (Яум е Азаді) Незалежність від Великої Британії 27 Рамадан уль Мубарік тобто 14 серпня 1947 р. |
| Панама                           | 3 листопада              | Звільнення і визволення від Іспанії 28 листопада в 1821 р., але Панама була частиною Колумбії. Відокремлення і незалежність від Колумбії 1903 р. святкується 3 листопада як офіційний національний панамський день незалежності День відокремлення, також відомий як Незалежність від Колумбії). |
| Папуа Нова Гвінея                | 16 вересня               | Незалежність від Австралії колишніх територій Нової Гвінеї і Папуа в 1975. |
| ПАР                              | 11 грудня                | Незалежність від Великої Британії у 1931. Не є державним святом. Союз Південної Африки утворено 31 травня 1910, а Республіку Південна Африка проголошено 31 травня 1961 |
| Парагвай                         | 15 травня                | (Dia de Independencia) Незалежність від Іспанії у 1811. |
| Перу                             | 28 липня                 | Незалежність від Іспанії у 1821. |
| Польща                           | 11 листопада             | Відновлення незалежності Польщі в 1918 після 146 років розділів Австрійської монархії, Королівством Пруссія і Російською імперією. |
| Португалія                       | 1 грудня                 | Відновлення незалежності Португалії (від Іспанії) в 1640. Первісна незалежність (від Леонського королівства) було визнано 5 жовтня 1143. Той день є святом у Португалії, але з іншої причини. (Імплантація республіки або День республіки. Подія 1910 р.) Зауважте, що жодна з цих подій не схожа на сьогоднішні проголошення або визнання незалежності, оскільки насправді це визнання правління короля в тій землі. Португалії існувала як окремий суб'єкт до 1143 та протягом союзу з Іспанії з 1580 до 1640 р. |
| Росія                            | 12 грудня                | Незалежність від Радянського союзу у 1991 |
| Руанда                           | 1 липня                  | Незалежність від Бельгії у 1962. |
| Румунія                          | 9 травня                 | Незалежність від Османської імперії у 1877. |
| Сальвадор                        | 15 вересня               | Незалежність від Іспанії у 1821. |
| Самоа                            | 1 червня                 | Незалежність від Нової Зеландії у 1962. |
| Сан-Томе і Принсіпі              | 12 липня                 | Незалежність від Португалії у 1975. |
| Есватіні                         | 6 вересня                | Незалежність від Великої Британії у 1968. |
| Сейшельські Острови              | 29 червня                | Незалежність від Великої Британії у 1976. |
| Сент-Кіттс і Невіс               | 19 вересня               | Незалежність від Великої Британії у 1983. |
| Сербія                           | 15 лютого                | Початок Сербської революції проти османської окупації у 1804. |
| Сінгапур                         | 9 серпня                 | (Парад на честь Національного дня) Відзначає вихід / відокремлення від Малайзії в 1965. |
| Словаччина                       | 17 липня                 | Проголошення незалежності в 1992 (тільки пам'ятний день), юридично незалежність настала 1 січня 1993 після поділу Чеської і Словацької Федеративної Республіки (державне свято). |
| Словенія                         | 26 грудня та 25 червня   | (День незалежності і єдності) Дата оприлюднення офіційних результатів всенародного опитування щодо незалежності в 1990, що підтвердило відокремлення від Соціалістичної Федеративної Республіки Югославія. (День державності) Проголошено незалежність від Югославії в 1991. |
| Соломонові Острови               | 7 липня                  | Виходить / незалежність від Великої Британії у 1978. |
| США                              | 4 липня                  | Декларація незалежності від Королівства Великої Британії у 1776. |
| Судан                            | 1 січня                  | Незалежність від Великої Британії у 1956. |
| Суринам                          | 25 листопада             | Незалежність від Нідерландів у 1975. |
| Східний Тимор                    | 20 травня                | Незалежність від Португалії у 2002 (визнання, Східний Тимор загарбала Індонезія з 1975 до 1999 р., офіційно ж його ніколи не переставали вважати як такий, що під управлінням Португалії). |
| Сьєрра-Леоне                     | 27 квітня                | Незалежність від Великої Британії у 1961. |
| Таджикистан                      | 9 вересня                | Незалежність від Радянського Союзу у 1991. |
| Танзанія                         | 9 грудня                 | Декларація незалежності від Великої Британії у 1961. |
| Того                             | 27 квітня                | Незалежність від Франції у 1960. |
| Тонга                            | 4 червня                 | Тонга ніколи не була колонією, але день народження покійного короля відзначається 4 липня. |
| Тринідад і Тобаго                | 31 серпня                | Незалежність від Великої Британії у 1962. |
| Туніс                            | 20 березня               | Декларація незалежності від Французької республіки у 1956. |
| Туреччина                        | 29 жовтня                | Туреччина стала республікою після розпаду Османської імперії. |
| Туркменістан                     | 27 жовтня                | Декларація незалежності від Радянського Союзу у 1991. |
| Узбекистан                       | 1 вересня                | Незалежність від Радянського Союзу у 1991. |
| Україна                          | 24 серпня та 22 січня    | Незалежність від Радянського Союзу з 24 серпня 1991. 22 січня проголошення незалежності УНР від Російської республіки (1918) та Акт Злуки (1919). |
| Уругвай                          | 25 серпня                | Декларація незалежності від Бразильської імперії у 1825. |
| Фіджі                            | 10 жовтня                | Незалежність від Великої Британії у 1970. |
| Філіппіни                        | 12 червня                | Дата проголошення Еміліо Агінальдо Декларації про незалежність 1898 р. під час Філіппінської революції святкується як День незалежності. Республіку Філіппіни визнано як незалежну державу 4 липня 1946. |
| Фінляндія                        | 6 грудня                 | Незалежність від Російської республіки у 1917. |
| Хорватія                         | 8 жовтня та 25 червня    | Незалежність від Соціалістичної Федеративної Республіки Югославія в 1991. Незалежність було проголошено парламентом 25 червня після референдуму (ця дата святкується як День незалежності). ЄС домігся від Хорватії тримісячного мораторію, і офіційно зв'язки з СФРЮ було розірвано 8 жовтня. |
| Центральноафриканська Республіка | 13 серпня                | Незалежність від Франції у 1960. |
| Чад                              | 11 серпня                | Незалежність від Франції у 1960. |
| Чехія                            | 28 жовтня та 1 січня     | У формі Чехословацької республіки відзначала незалежність від Австро-Угорської імперії 28 жовтня 1918. Після розколу Чеської і Словацької Федеративної Республіки - як Чеська Республіка |
| Чилі                             | 12 лютого                | Проголосила незалежність від Іспанії цього дня в 1818. Нині чилійці святкують дату першої урядової хунти 18 вересня. Ця дата не визнавалася як така до 25 квітня 1844. |
| Чорногорія                       | 21 травня                | Незалежність від федерації з Сербією у 2006. |
| Швейцарія                        | 1 серпня                 | (Швейцарський національний день) Союз проти Священної Римської імперії в 1291. |
| Шрі-Ланка                        | 4 лютого                 | Незалежність від Великої Британії у 1948. |
| Ямайка                           | 6 серпня                 | Незалежність від Великої Британії у 1962. |